# Gueorgui Saakadze (film)
Pour les articles homonymes, voir Georges Saakadzé.
Pour plus de détails, voir Fiche technique et Distribution.
Gueorgui Saakadze, également connu sous le titre Georges Saakadze (en russe : Георгий Саакадзе, en géorgien : გიორგი სააკაძე) est un film dramatique et historique soviétique réalisé par Mikhaïl Tchiaoureli et sorti en 1942. Le scénario est écrit par Anna Antonovskaya et Boris Chenry sur la base du roman en six volumes d'Antonovskaya, lauréat du prix Staline en 1942, Veliky Mouravi (Le Grand Mouravi). Le film est une dramatisation de l'histoire de Georges Saakadzé (Gueorgui Saakadze, interprété par Akaki Khorava), un dirigeant politique et militaire géorgien du XVIIe siècle qui a été célébré comme un héros national de la Géorgie dans la propagande de guerre soviétique. Le dirigeant soviétique Joseph Staline a personnellement participé à la modification du scénario du film.
Le film souligne que Saakadze, initialement un obscur seigneur, est devenu la victime des machinations des riches seigneurs féodaux qui sacrifieraient tout, y compris leur patrie, pour leur propre bénéfice. Il évite intentionnellement toute mention des tentatives de Saakadze pour accéder au pouvoir politique et le présente comme un leader populaire contre les agresseurs extérieurs. Dans l'atmosphère de suspicion et de folie d'espionnage qui régnait en Union soviétique à cette époque, le film servait également la propagande contemporaine en soulignant que la trahison contre le dirigeant populaire, et donc contre le pays, devait être cruellement punie.

## Synopsis
Le film se déroule au XVIe siècle, lorsque l'État géorgien était fragmenté en petites principautés et était un objet de convoitise pour la Turquie et l'Iran. La Géorgie est envahie par les Ottomans. L'illustre guerrier Georges Saakadzé se tient à la tête de l'armée populaire et, attirant les Turcs dans une gorge de montagne, remporte la bataille de Suram.
Profitant de la situation actuelle du roi Louarsab II de Kartli, Saakadze commence à construire des forteresses aux frontières de l'État. Cependant, le mariage du roi avec Tekle, sœur de Georges, suscite une colère ouverte parmi les princes géorgiens. Les hommes de main de Shadiman, conseiller de Laursab, attaquent traîtreusement le château de Saakadze et le forcent, ainsi que sa famille, à fuir en Perse. Shah Abbas de Perse confie à Saakadze le commandement de l'armée perse. Après une série de campagnes victorieuses, Giorgi Saakadze est proclamé le plus grand commandant militaire.
Sur ordre du Shah, l'armée sous le commandement de Giorgi Saakadze envahit la Géorgie. Avec l'aide des étrangers, Georges entend pacifier les seigneurs féodaux indisciplinés et créer un seul État géorgien sous le règne de Luarsab II. Cependant, le Shah hypocrite trompe Giorgi. Il annonce l'immunité des princes qui ont accepté de lui donner le roi Luarsab. L'armée perse détruit tout sur son passage et réduit la Géorgie en esclavage. Le roi est envoyé en Perse. Giorgi Saakadze est accusé d’être responsable de cette situation. Après avoir rencontré le peuple, Giorgi jure qu'il est le fils fidèle de la Géorgie. Il appelle le peuple à aller au combat contre la Perse. Les Géorgiens sortent victorieux de la bataille contre les Perses. La joie de la victoire est assombrie par la nouvelle du meurtre du fils de Giorgi, Paata, par Shah. Les ennemis sont chassés de Géorgie, mais la peur de l'effondrement des fondements féodaux unit les princes. Démoralisé, Saakadze est vaincu.

## Fiche technique
- Titre original : Георгий Саакадзе
- Titre français : Gueorgui Saakadze[4] ou Georges Saakadze[5]
- Réalisation : Mikhaïl Tchiaoureli
- Scénario : Boris Chenry, adapté d'un roman d'Anna Antonovskaya
- Photographie : Aleksandr Digmelov
- Montage : Vasili Dolenko
- Musique : Andrei Balanchivadze, Uzeyir Hajibayov
- Costumes : Tamari Abakelya
- Production : Victor Tsirgiladze
- Sociétés de production :
- Pays de production : URSS
- Langue originale : russe, géorgien
- Format : noir et blanc
- Genre : drame historique
- Durée : 184 minutes
- Dates de sortie[6] :
  - Union soviétique : 
    - 14 novembre 1942 (1re partie)
    - 10 août 1943 (2e partie)

## Distribution
- Akaki Khorava : Giorgi Saakadze
- Veriko Anjaparidze : Rusudan Saakadze, sa femme
- Liana Asatiani : Tekle Saakadze, sa sœur, plus tard reine de Géorgie (créditée Lia Asatiani)
- Gueorgui Danielia : garçon paysan (non crédité)
- Merab Kokochashvili : Little Paata Saakadze
- Gaioz Sharashidze : Little Avtandil
- Zura Lejava : Avtandil
- Spartak Bagashvili : Luarsab II, roi de Géorgie
- Guguli Mgeladze : Elder (crédité Karaman Mgeladze)
- Sergo Zakariadze : Shadiman Baratashvili
- Shalva Gambashidze : Prince Andukapar
- Medea Japaridze : Princess Tinatin, plus tard reine d'Iran
- Aleksandre Jorjoliani : Prince Orbeliani
- Aleksandre Omiadze : Prince Zurab Eristavi
- Kirile Macharadze : Prince Tsitsishvili

## Récompenses et distinctions
- (en) Giorgi Saakadze: Awards, sur l'Internet Movie Database  (consulté le 29 décembre 2024)